# Otto Flohr
Otto Friedrich Carl Flohr (* 17. Januar 1869 in Bremen; † 26. Juli 1942 in Bremen) war ein Bremer Kaufmann, Politiker (DNVP und NSDAP), Mitglied der Bremischen Bürgerschaft und Senator.

## Biografie

### Familie, Ausbildung und Beruf
Flohr war der Sohn des Kaufmanns und Inhaber des Tabaks- und Kommissionsgeschäfts Flohr & Comp. Karl Gerhard Flohr. Er besuchte das Alte Gymnasium in Bremen. Er war danach Mitarbeiter der Tabakfirma Natermann & Hurm. Für die Firma war er in Argentinien tätig und gründete dort die Tabakfirma Flohr & Co. 1903 war er in Bremen für den Einkauf von Tabak für eine Argentinische Firma tätig. 1909 wurde er bolivianischer Konsul für das bremische Staatsgebiet.
1909 wurde er Aufsichtsratsvorsitzender der „Nordsee“ Deutsche Hochseefischerei AG, blieb in dieser Position bis 1926 und übernahm in den Jahren 1934 bis 1940 erneut dieses Amt. Flohr war Mitglied des Aufsichtsrates der Midgard Deutsche Seeverkehrs-AG, der Visurgis Heringsfischerei-AG und schließlich Vorsitzender des Aufsichtsrates der Eiswerke Huxmann AG sowie des Vorstandes der Vereinigten Werkstätten für Kunst im Handwerk AG.
Flohr heiratete 1904 Emmy Elisabeth (Elli) Volkmann (1884–1972), die zweite der vier Töchter des deutschen Kaufmanns und amerikanischen Konsuls in Odessa Johann Hermann Volkmann. Der Ehe entstammen die Kinder Lizzie, Otto, André und Irmgard.

### Politik
Nach dem Ersten Weltkrieg wurde er Mitglied der rechtskonservativen DNVP. Ab dem 1. Januar 1931 war er Mitglied der Bremer Bürgerschaft. Nach der Machtübernahme der Nationalsozialisten wurde er am 18. März 1933 Finanzsenator in Bremen. 1933 trat Flohr nach der Auflösung der DNVP im Juni 1933 der NSDAP bei. Kurzfristig war er vom März 1933 bis zum 30. September 1933 als zweiter Bürgermeister der Vertreter des kommissarischen Bürgermeisters und Vorsitzenden des Senats Richard Markert. Er versuchte sein Amt, das er bis zu seinem Tod wahrnahm, sachlich zu verwalten. 
Das Hauptgebäude der ehemaligen Raschens Werft am Admiral-Brommy-Weg 10 in Bremen - Burglesum diente später als Hofmeierhaus für den Landsitz des Senators Otto Flohr.

### Ehrungen
- Der 1939 in Dienst gestellte Fischdampfer Otto Flohr trug seinen Namen. Das Schiff ist später als Hilfsminensuchboot M 1801 in den Dienst der Kriegsmarine übernommen worden, wurde 1945 als Kriegsbeute an Frankreich gegeben und kehrte unter dem Namen Saarland 1951 wieder nach Deutschland zurück. 1954 in Preussen umgetauft fuhr sie noch bis 1962 als Fischdampfer, ehe sie abgewrackt wurde.
- Bereits 1923 war der Dampfer Otto Flohr der Deutschen Fischerei AG aus Geestemünde vom Stapel gelaufen und 1925 vor Island gestrandet.